# Damernas störtlopp i alpin skidåkning vid olympiska vinterspelen 2010
Damernas störtlopp under de olympiska vinterspelen 2010 i Vancouver hålls på Whistler Creekside i Whistler, British Columbia den 17 februari klockan 11.00 lokal tid (PST).

## Medaljörer
| Spel        | Guld             | Silver            | Brons                     |
| Kombination | Lindsey Vonn USA | Julia Mancuso USA | Elisabeth Görgl Österrike |

## Resultat
| Resultat | Startnummer | Namn                       | Land           | Tid     | Marginal |
| -------- | ----------- | -------------------------- | -------------- | ------- | -------- |
| 1        | 16          | Lindsey Vonn               | USA            | 1.44,19 | 0,00     |
| 2        | 10          | Julia Mancuso              | USA            | 1.44,75 | +0,56    |
| 3        | 5           | Elisabeth Görgl            | Österrike      | 1.45,65 | +1,46    |
| 4        | 14          | Andrea Fischbacher         | Österrike      | 1.45,68 | +1,49    |
| 5        | 18          | Fabienne Suter             | Schweiz        | 1.46,17 | +1,98    |
| 6        | 6           | Britt Janyk                | Kanada         | 1.46,21 | +2,02    |
| 7        | 22          | Maria Riesch               | Tyskland       | 1.46,26 | +2,03    |
| 8        | 15          | Marie Marchand-Arvier      | Frankrike      | 1.46,22 | +2,07    |
| 9        | 7           | Lucia Recchia              | Italien        | 1.46,50 | +2,31    |
| 10       | 27          | Gina Stechert              | Tyskland       | 1.46,93 | +2,74    |
| 11       | 4           | Stacey Cook                | USA            | 1.46,98 | +2,79    |
| 12       | 12          | Nadia Styger               | Schweiz        | 1.47,22 | +3,03    |
| 13       | 2           | Chemmy Alcott              | Storbritannien | 1.47,31 | +3,12    |
| 14       | 28          | Regina Mader               | Österrike      | 1.47,53 | +3,34    |
| 15       | 3           | Carolina Ruiz Castillo     | Spanien        | 1.47,62 | +3,43    |
| 16       | 17          | Emily Brydon               | Kanada         | 1.47,88 | +3,69    |
| 17       | 8           | Aurelie Revillet           | Frankrike      | 1.47,92 | +3,73    |
| 18       | 24          | Tina Maze                  | Slovenien      | 1.47,94 | +3,75    |
| 19       | 9           | Nadja Kamer                | Schweiz        | 1.48,14 | +3,95    |
| 20       | 36          | Maruša Ferk                | Slovenien      | 1.48,24 | +4,05    |
| 21       | 37          | Shona Rubens               | Kanada         | 1.48,53 | +4,34    |
| 22       | 26          | Johanna Schnarf            | Italien        | 1.48,77 | +4,58    |
| 23       | 19          | Ingrid Jacquemod           | Frankrike      | 1.48,85 | +4,66    |
| 24       | 32          | Alexandra Coletti          | Monaco         | 1.48,92 | +4,73    |
| 25       | 29          | Anna Fenninger             | Österrike      | 1.49,95 | +5,76    |
| 26       | 34          | Jelena Prosteva            | Ryssland       | 1.50,07 | +5,88    |
| 27       | 31          | Sarka Zahrobska            | Tjeckien       | 1.50,68 | +6,49    |
| 28       | 39          | Mireia Gutierrez           | Andorra        | 1.52,87 | +8,68    |
| 29       | 42          | Maria Belen Simari Birkner | Argentina      | 1.53,62 | +9,43    |
| 30       | 25          | Jessica Lindell-Vikarby    | Sverige        | 1.53,76 | +9,57    |
| 31       | 38          | Macarena Simari Birkner    | Argentina      | 1.54,25 | +10,06   |
| 32       | 40          | Agnieszka Gasienica Daniel | Polen          | 1.55,10 | +10,91   |
| 33       | 45          | Maria Kirkova              | Bulgarien      | 1.56,80 | +12,61   |
| 34       | 41          | Noelle Barahona            | Chile          | 1.57,47 | +13,28   |
| 35       | 43          | Anna Berecz                | Ungern         | 1.57,86 | +13,67   |
| 36       | 44          | Ljudmila Fedotova          | Kazakstan      | 2.01,58 | +17,39   |
| 37       | 1           | Klara Krizova              | Tjeckien       | 2.09,27 | +25,08   |
|          | 11          | Dominique Gisin            | Schweiz        | DNF     |          |
|          | 13          | Daniela Merighetti         | Italien        | DNF     |          |
|          | 20          | Marion Rolland             | Frankrike      | DNF     |          |
|          | 21          | Anja Pärson                | Sverige        | DNF     |          |
|          | 30          | Elena Fanchini             | Italien        | DNF     |          |
|          | 35          | Edit Miklós                | Rumänien       | DNF     |          |
|          | 33          | Georgia Simmerling         | Kanada         | DNS     |          |
|          | 23          | Alice McKennis             | USA            | DSQ     |          |

DNF - Slutförde inte, DNS - Startade inte, DSQ - Diskvalificerad